# Blaye

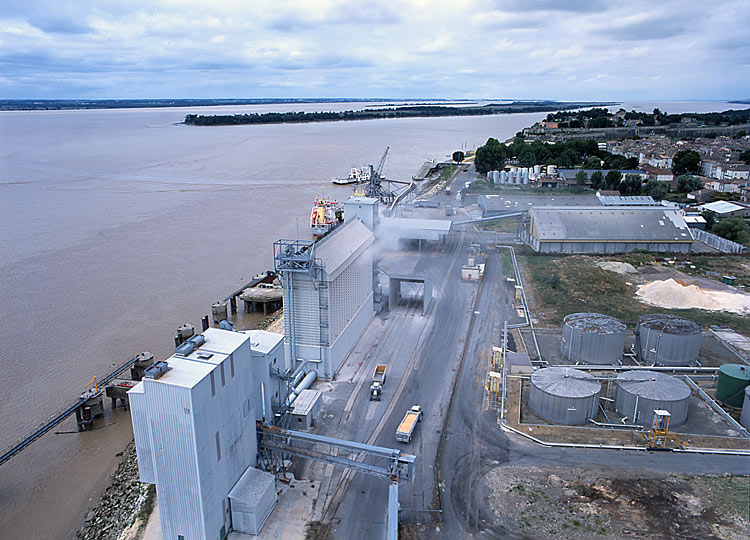
Hamnen i Blaye.

Blaye är en stad i departementet Gironde i regionen Nouvelle-Aquitaine i Frankrike. År 2022 hade Blaye 5 017 invånare. Blaye ligger högra banken av Girondeestuariet och 55 km norr om Bordeaux.
Enligt legenden är hjälten Roland begravd i stadens basilica. Carolina av Bägge Sicilierna satt fängslad i staden mellan 1832 och 1833.
Staden hette tidigare Blaye-et-Sainte-Luce och namngavs Blaye i juni 1961.

## Befolkningsutveckling
Antalet invånare i kommunen Blaye
Referens:INSEE

## Galleri

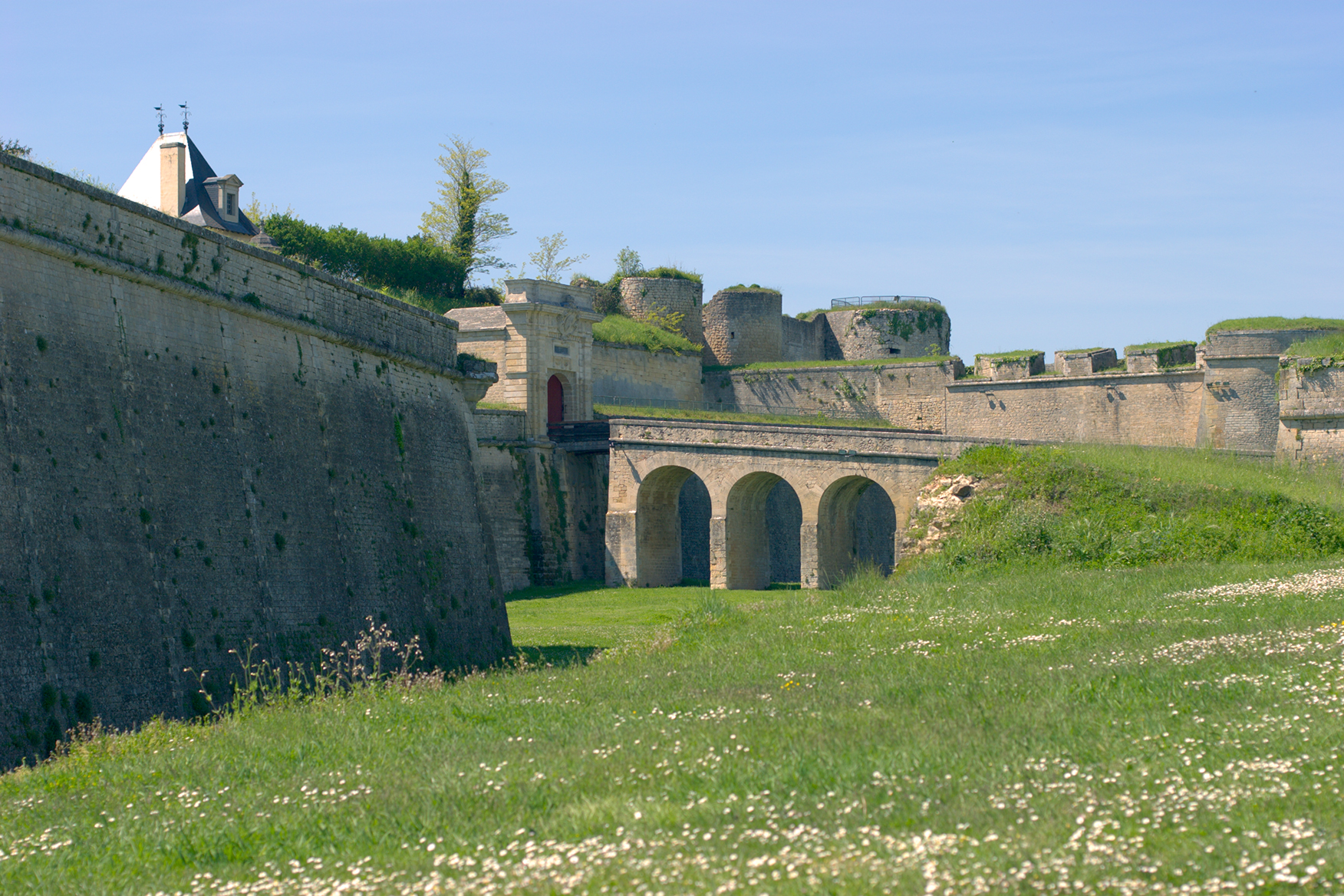
Citadellet
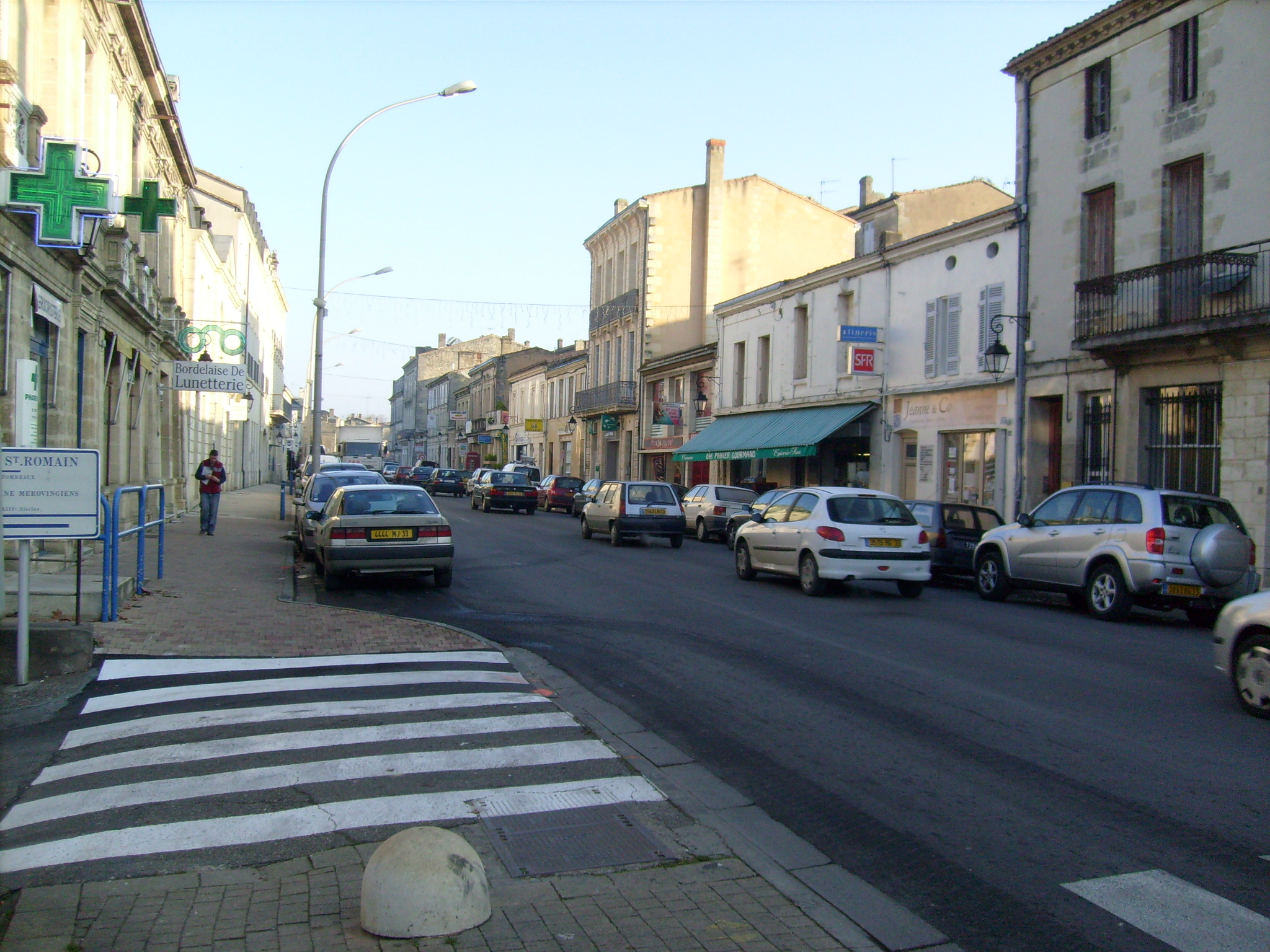